# Gisèle Jourda
Gisèle Jourda, née le 24 mars 1955 à Marbourg (Allemagne), est une femme politique française, membre du Parti socialiste depuis 1974. Elle devient le 28 septembre 2014 la première femme élue sénatrice dans le département de l'Aude. Elle succède à Marcel Rainaud, qui ne se représente pas.

## Parcours
Très tôt, elle s’implique dans le mouvement associatif en devenant la présidente fondatrice du Mouvement contre le Racisme et pour l’Amitié entre les Peuples (MRAP) de l’Aude. Elle s’engage dans de nombreuses associations d’éducation populaire, d’enfance ou de handicap.
En 2008, elle dirige la liste « Trèbes avant tout » aux élections municipales de la commune de Trèbes qu’elle perd de peu (avec 49,97% au 2e tour, elle est battue d’une voix par le maire sortant). 
En 2014, elle participe à la campagne victorieuse aux élections municipales de Trèbes sur la liste d'Éric Menassi, dont elle devient 1re adjointe de la commune.
Le 28 septembre 2014, elle est élue au 1er tour sénatrice de l’Aude avec 665 voix, soit 59,22 % des suffrages exprimés.

### Distinction
- Chevalier de la Légion d'honneur (2010)